# New Auburn (Wisconsin)
New Auburn est un village des comtés de Barron et de Chippewa, dans l'État du Wisconsin, aux États-Unis. En 2020, il comptait une population de 562 habitants.